# Білик Назар Миколайович
Наза́р Микола́йович Бі́лик (нар. 20 вересня 1979, м. Львів) — український художник, скульптор.

## Життєпис
Народився у Львові в сім'ї художників. З 1980 — житель Києва. Батько — український скульптор Микола Білик. Мати — Борисенко Наталія Валентинівна, майстриня декоративного мистецтва (художній текстиль). Дід — український скульптор Борисенко Валентин Назарович.

### Освіта
- Київський художньо-промисловий технікум (1999, нині — Київський державний інститут декоративно-прикладного мистецтва і дизайну імені Михайла Бойчука).
- Національна академія образотворчого мистецтва і архітектури (НАОМА, 1999—2005).

Живе та працює в Києві.

## Творчість
Як художник працює в напрямі сучасної скульптури. Автор об'єктів у публічному просторі.
Учасник багатьох виставок і симпозіумів.
- фіналіст конкурсу МУХІ (молоді українські художники, 2010)
- переможець конкурсу на найкращий проєкт пам'ятника «Убієнним синам України» (у співавторстві з Миколою Малишком)[2]. Пам'ятник встановлено в Карелії
- 2013-му здобув грант Президента України в галузі образотворчого мистецтва на створення робіт із серії «Контрформи»[3]
- один з фіналістів і учасників бієнале скульптури та ленд-арту Smach 2019 (Італія)
- роботи представлені на виставці сучасного мистецтва Nordart у Німеччині
- учасник виставки «Подвійна гра» в Садах Етрета в Нормандії (Франція)

Твори Назара Білика можна побачити:
- у Києві на Пейзажній алеї — скульптура «Дощ», 2010, бронза, скло), її копію замовлено для скульптурного парку Turn park штат Массачусетс США)[1]
- на меморіалі «Сандармох» (Карелія, РФ) — пам'ятник «Убієнним синам України» (у співавторстві, 2004, граніт)
- пам'ятний знак на місці загибелі Павла Шеремета.
- Меморіал на честь полеглих розвідників,  Рибальський острів, м. Київ, 2025 р.

## Нагороди
- Орден «За заслуги» III ступеня (21 серпня 2020) — за значний особистий внесок у державне будівництво, соціально-економічний, науково-технічний, культурно-освітній розвиток України, вагомі трудові здобутки та високий професіоналізм[4].